# Parafia Matki Bożej Ostrobramskiej w Sierhiejewiczach
Parafia Matki Bożej Ostrobramskiej w Sierhiejewiczach (biał. Парафія Маці Божай Вастрабрамскай y Сяргеевічах) – parafia rzymskokatolicka w Sierhiejewiczach. Należy do dekanatu postawskiego diecezji witebskiej.